# Морейра, Жозе Карлус
Жозе Карлус Гомис Морейра (порт.-браз. José Carlos Gomes Moreira; род. 28 сентября 1983, Кодо, Мараньян) — бразильский легкоатлет, специалист по бегу на короткие дистанции. Выступал за сборную Бразилии по лёгкой атлетике в 2005—2015 годах, обладатель бронзовой медали летних Олимпийских игр в Пекине, победитель Панамериканских игр, чемпион Южной Америки, действующий рекордсмен Южной Америки в беге на 60 метров в помещении.

## Биография
Жозе Карлус Морейра родился 28 сентября 1983 года в муниципалитете Кодо, штат Мараньян.
Первого серьёзного успеха на международном уровне добился в сезоне 2005 года, когда вошёл в состав бразильской сборной и выступил на чемпионате Южной Америки в Кали, где вместе с соотечественниками одержал победу в зачёте эстафеты 4 × 100 метров.
В 2006 году впервые выиграл чемпионат Бразилии в беге на 100 метров. На чемпионате Южной Америки в Тунхе взял бронзу в 100-метровой дисциплине и вновь победил в эстафете 4 × 100 метров.
В 2007 году на домашнем чемпионате Южной Америки в Сан-Паулу финишировал четвёртым на дистанции 100 метров. На Панамериканских играх в Рио-де-Жанейро стал чемпионом в эстафете 4 × 100 метров (стартовал исключительно на предварительном квалификационном этапе). Бежал 100 метров на чемпионате мира в Осаке.
В 2008 году выступил в 60-метровой дисциплине на чемпионате мира в помещении в Валенсии, выиграл 100 метров и эстафету 4 × 100 метров на иберо-американском чемпионате в Икике. Благодаря череде успешных выступлений удостоился права защищать честь страны на летних Олимпийских играх в Пекине — в дисциплине 100 метров остановился на предварительном квалификационном этапе, тогда как в эстафете 4 × 100 метров совместно с Висенти ди Лимой, Сандру Вианой и Бруну ди Баррусом занял в финале четвёртое место (впоследствии в связи с допинговой дисквалификацией победившей команды Ямайки поднялся в итоговом протоколе до третьей позиции и стал бронзовым призёром).
В 2009 году на международном старте в Париже превзошёл всех соперников в беге на 60 метров, установив при этом ныне действующий рекорд Южной Америки и национальный рекорд Бразилии в помещении — 6,52. Позднее в беге на 100 метров стал бронзовым призёром на чемпионате Южной Америки в Лиме, серебряным призёром на Лузофонских играх в Лиссабоне. Бежал 100 метров и эстафету 4 × 100 метров на чемпионате мира в Берлине, в финале эстафеты занял седьмое место.
В качестве запасного бегуна присутствовал в бразильской эстафетной команде на Олимпийских играх 2012 года в Лондоне, при этом выйти здесь на старт ему не довелось.
В 2013 году на чемпионате Южной Америки в Картахене финишировал четвёртым в дисциплине 100 метров и одержал победу в эстафете 4 × 100 метров.
Принимал участие в Южноамериканских играх 2014 года в Сантьяго, в программе бега на 100 метров не смог пройти дальше предварительного квалификационного этапа.
В 2015 году стартовал в 100-метровой дисциплине на Панамериканских играх в Торонто и в эстафете 4 × 100 метров на чемпионате мира в Пекине. Представлял Бразилию на Всемирных военных играх в Мунгёне, где в эстафете занял пятое место.
Завершил спортивную карьеру по окончании сезона 2018 года.